# Pape Ndiaga Yade
Pape Ndiaga Yade (sinh ngày 5 tháng 1 năm 2000) là một cầu thủ bóng đá người Sénégal hiện tại đang chơi ở vị trí tiền đạo cho câu lạc bộ Sheriff Tiraspol.

## Sự nghiệp thi đấu
Vào ngày 15 tháng 8 năm 2019, Yade ký hợp đồng 5 năm với FC Metz. Anh ta ra mắt FC Metz trong trận hòa 1–1 (3–4) tại Cúp Liên đoàn bóng đá Pháp trước Brest vào ngày 30 tháng 10 năm 2019.
Vào ngày 25 tháng 8 năm 2022, Yade gia nhập Troyes theo dạng cho mượn đến hết mùa giải 2022-23.